# Тардьё, Николя Анри
Николя́ Анри́ Тардьё, Тардьё Старший (фр. Nicolas Henri Tardieu, Tardieu Ainé; 18 января 1674, Париж — 27 января 1749, там же) — французский гравёр на меди, выдающийся мастер репродукционной гравюры. Известен своими гравюрами по живописным оригиналам Антуана Ватто. Родоначальник большой семьи французских художников-гравёров.

## Cемья гравёров Тардьё
Предки Николя Анри Тардьё были гравёрами по металлу и ювелирами. Его сын — Жак Николя Тардьё тоже стал мастером репродукционной гравюры. Внук, сын Жака Николя, Жан-Шарль Тардьё (1765—1830) по прозванию «Тардьё-Кошен» (от фамилии выдающихся гравёров отца и сына Кошенов, ставшей нарицательной) также стал известным художником-живописцем, учеником живописца-неоклассициста Жана-Батиста Реньо. Пьер Александр Тардьё (1756—1844), племянник Жака Николя, также стал гравёром. Антуан-Франсуа (1757—1822), гравёр, имел прозвание «Тардьё Дыба» (фр. Tardieu L’Estrapade). Сын последнего — Амбруаз Тардьё (1788—1841) — гравёр, картограф и торговец эстампами. Известны и другие художники этой семьи.

## Биография Н. А. Тардьё Старшего
Николя-Анри Тардьё был сыном торговца Николя Тардьё и Мари Эмье. Его отец был котельщиком, как и его два младших брата. Возможно, Николя-Анри использовал обрезки меди из мастерской своего отца для своих ранних гравюр. Он был учеником Пьера Лепотра (рисовальщика-орнаменталиста и гравёра), Жерара Одрана и Бенуа Одрана. Тардьё женился на Луизе-Франсуазе Авелин, дочери Жана Авелина и родственнице гравера Пьера Авелина. Она умерла 18 ноября 1708 года. В 1712 году Тардьё женился на Мари-Анн Хортемельс. Вторая жена художника происходила из семьи, в которой также были художники-граверы и она тоже занималась гравированием. Все в этой семье учились друг у друга.
Мари-Анн была одной из трёх дочерей голландского книготорговца Даниеля Хортемельса. Её сестра Луиза-Мадлен Хортемельс занималась репродукционной гравюрой, вышла замуж за Шарля-Николя Кошена Младшего, гравёра короля Людовика XV. Вторая жена Н. А. Тардьё обладала талантом гравёра и известна своими портретами кардинала де Бисси, кардинала де Рогана и регента Филиппа II, герцога Орлеанского. Однако она умерла 24 марта 1727 года.
Один из лучших учеников Жерара Одрана, 29 октября 1712 года Тардьё был принят в члены Королевской Академии живописи и скульптуры за портрет герцога д’Отена, гравированный с оригинала Гиацинта Риго. 29 ноября 1720 года он получил звание «гравёра короля» (graveur du roi).
Тардьё умер 27 января 1749 года в своем доме на улице Сен-Жак в Париже и был похоронен на следующий день. У него остались брат Клод Тардьё и сын Жак-Николя Тардьё.

## Творчество
Николя-Анри Тардьё прославился тем, что разработал новую «свободную живописную, смешанную технику офорта и резцовой гравюры, достигая необычайной глубины тона, а разнообразием штриха — нюансов фактуры, максимально приближающих чёрно-белую гравюру к живописным валёрам», особенно в отношении живописи Антуана Ватто.
Под руководством Одрана он гравировал серию «Побед Александра Македонского» с картин Шарля Лебрена. Как одному из самых выдающихся гравёров своего времени, Тардьё было поручено создание гравюр для нескольких крупных королевских изданий. Он выполнял гравюры для «Кабинета Кроза» и Версальской галереи.
Более двухсот композиций по рисункам и картинам Антуана Ватто были награвированы усилиями нескольких мастеров, включая Н. А. Тардьё, графа Келюса, Шарля-Николя Кошена Старшего и изданы в нескольких альбомах, получивших название «Сборник Жюльена», по имени близкого друга Ватто коллекционера и гравёра-любителя Жана де Жюльена. Полное название: «L’Oeuvre D’Antoine Watteau Pientre du Roy en son Academie Roïale de Peinture et Sculpture Gravé d’après ses Tableaux & Desseins originaux…par les Soins de M. de Jullienne».

## Галерея

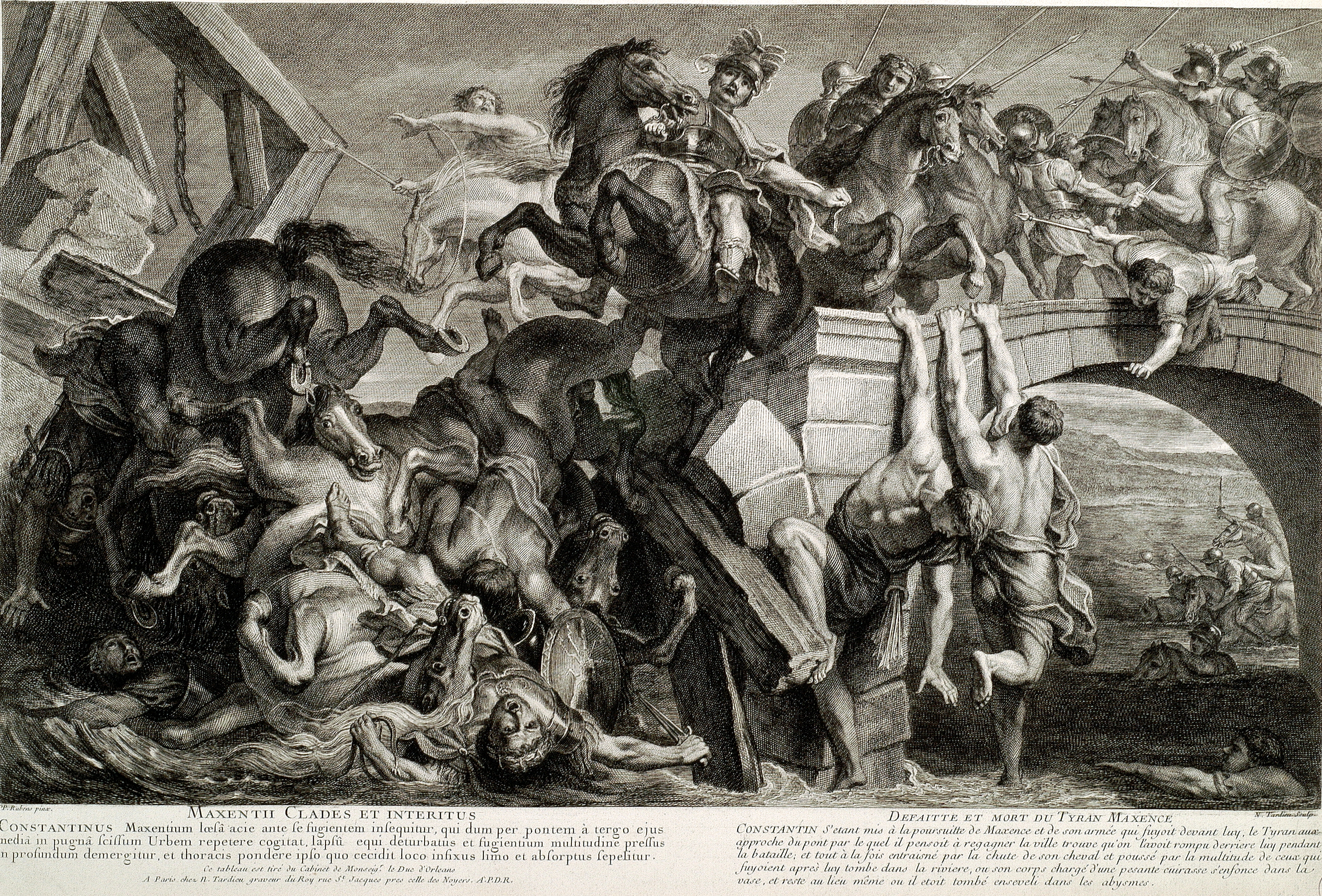
Поражение и смерть тирана Максенция (Битва у Мульвийского моста). По картине П. П. Рубенса (в зеркальном изображении)
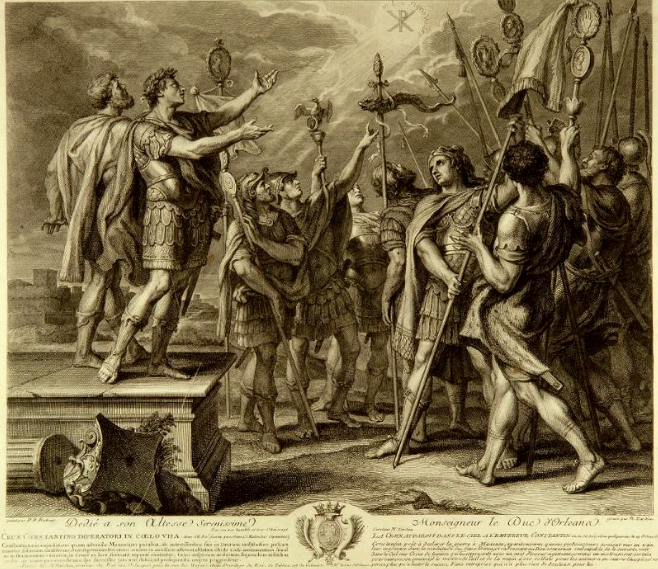
Видение креста императору Константину. По картине П. П. Рубенса
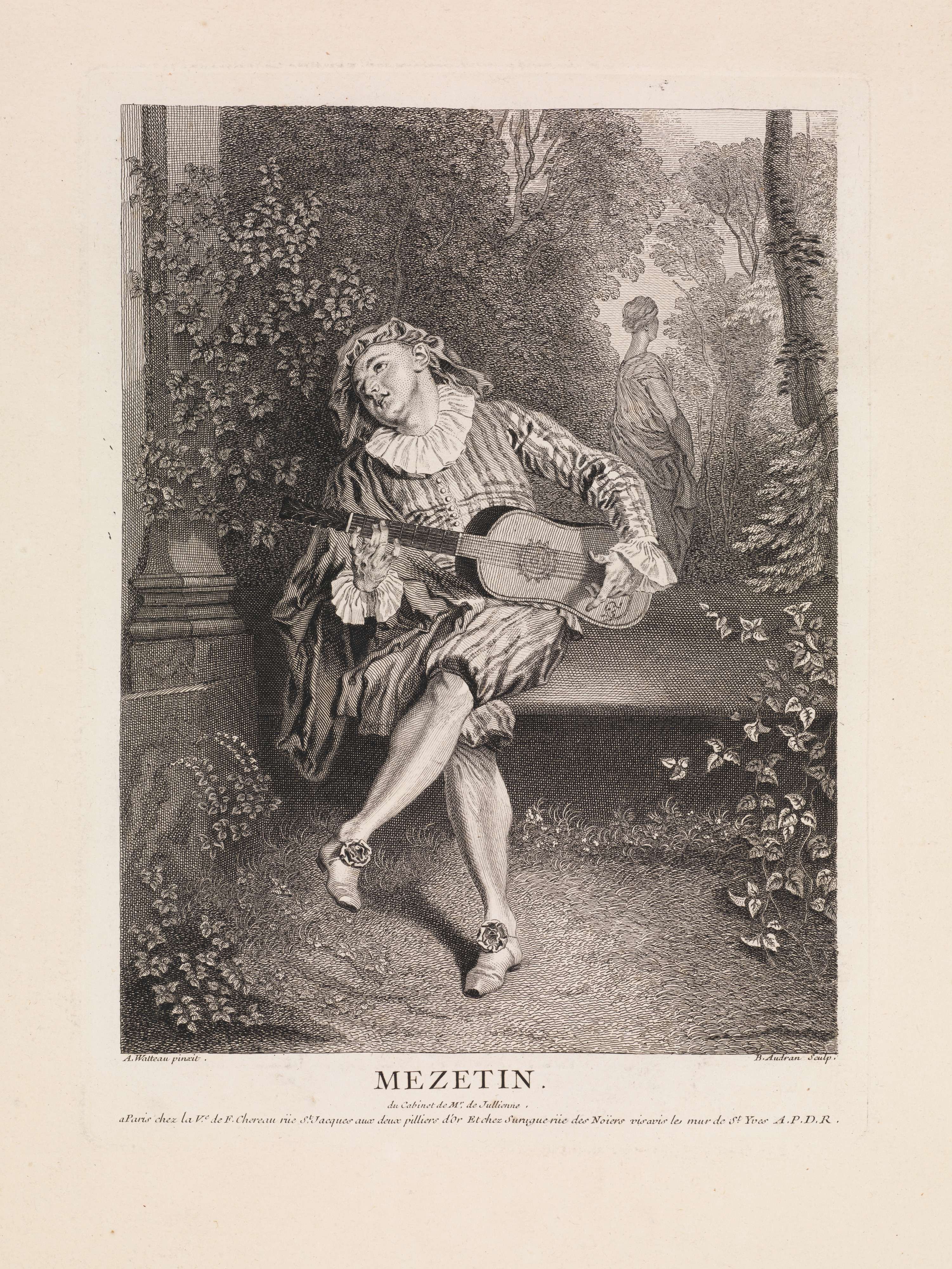
Мецетен. По картине А. Ватто (в зеркальном изображении). Гравюра из «Сборника Жюльена»
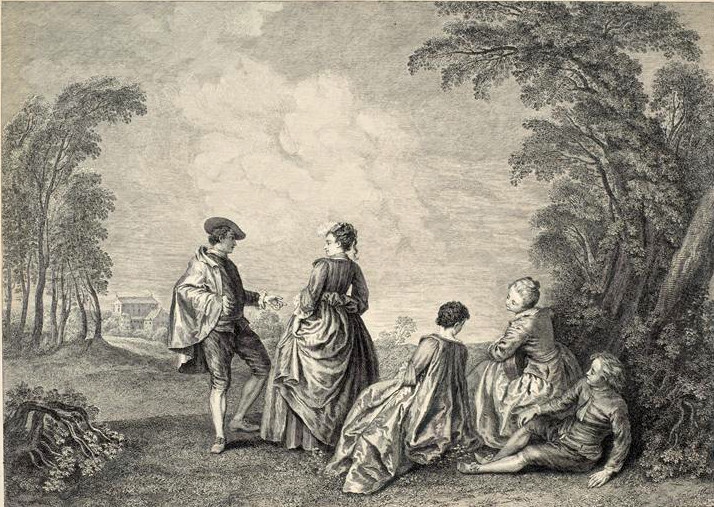
Затруднительное предложение. По картине А. Ватто (в зеркальном изображении)
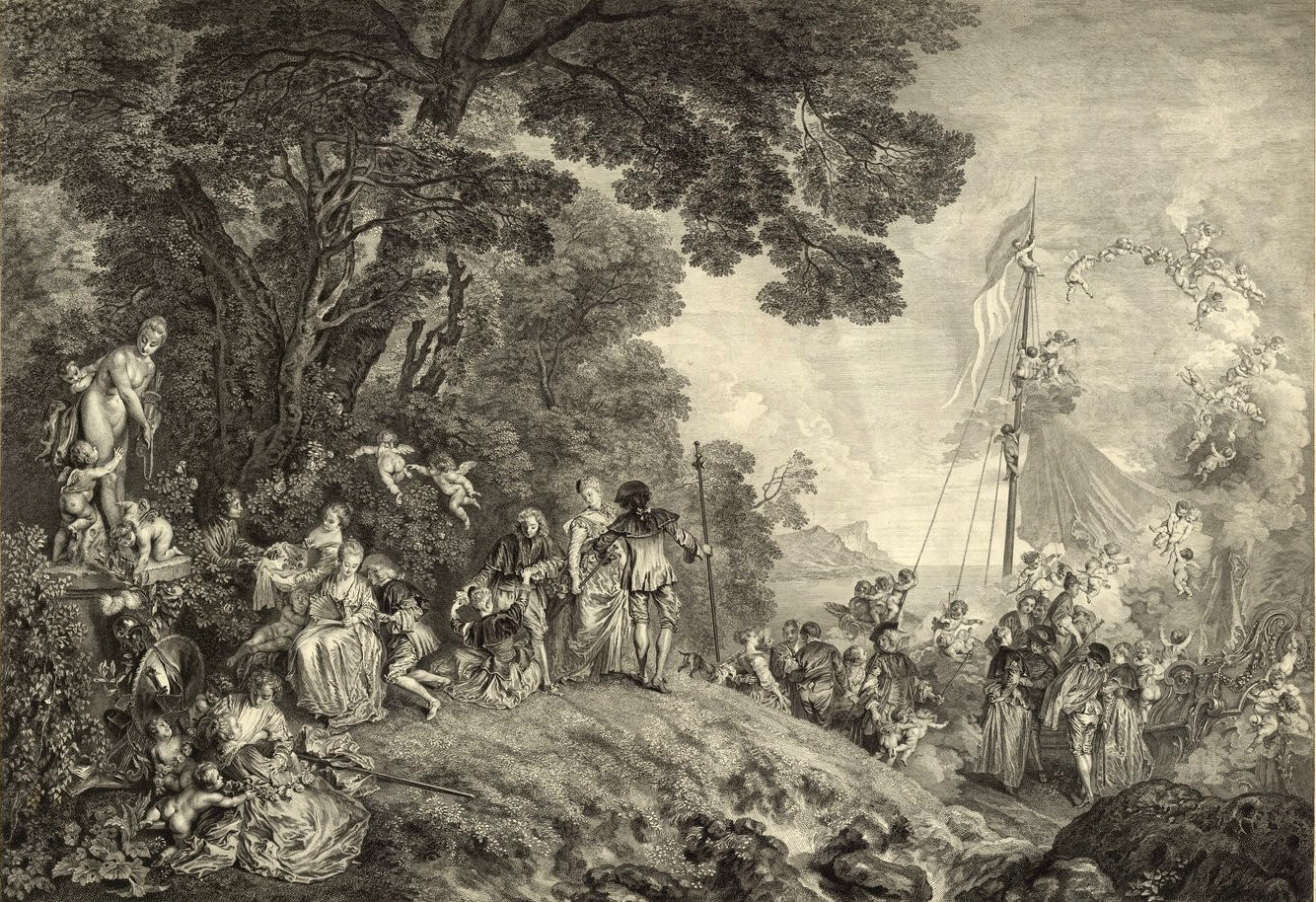
Отплытие на Киферу. По картине А. Ватто (в зеркальном изображении)
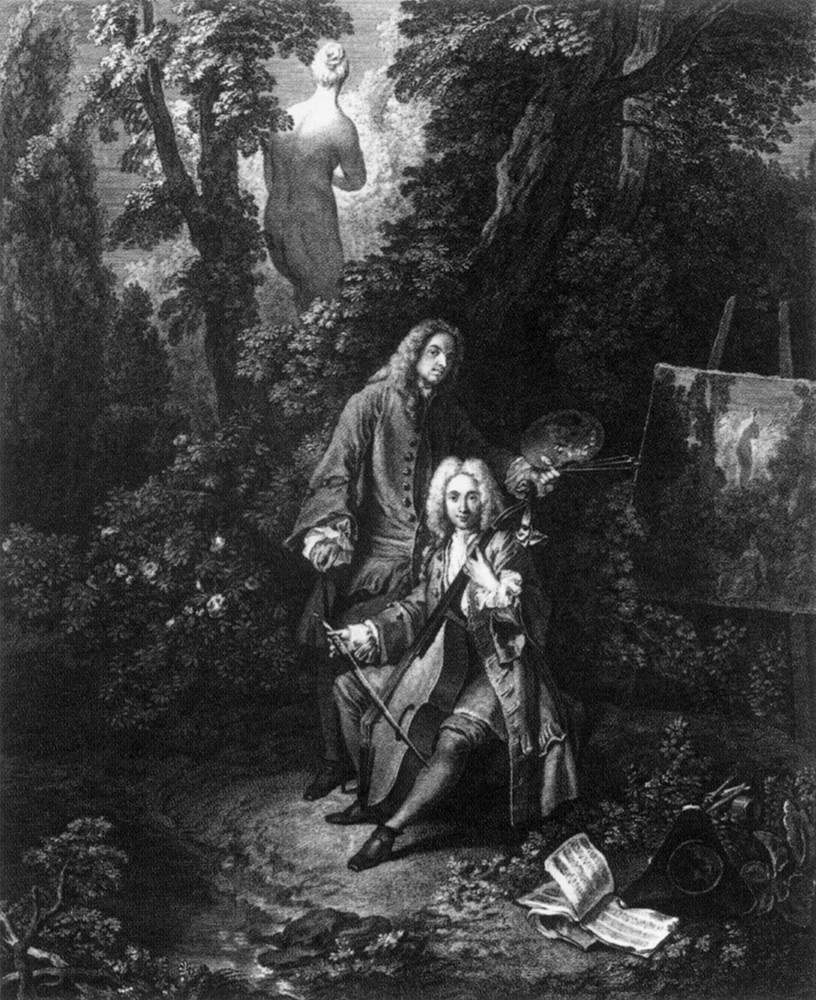
«С тобою рядом сидя…» Антуан Ватто и Жан де Жюльен в парке. 1731. Офорт, резец